# 冤鬼
冤鬼，是中国传说的鬼怪，是指受冤屈而無處申訴的人死变成成的鬼，在其死後会一直尋覓機會等待昭雪。如果時機來臨时,它们就會顯露原型,陳述冤情来求救助。 據說如果冤死之鬼要投胎,就必須找人替代,也就是找個人替死。以冤死情狀不同,有不同的現形。子不语有记载。
《阅微草堂笔记》的《卷十三》里，也有报冤鬼的故事。